# Glaucis aeneus
L'eremita bronzato o eremita bronzeo (Glaucis aeneus, o Glaucis aenea Lawrence, 1868) è un uccello della famiglia Trochilidae, diffuso in Sud America.

## Distribuzione e habitat
L'areale di G. aeneus si estende dall'Honduras orientale a Panama occidentale, alla Colombia e all'Ecuador nord-occidentale. 
Il suo Glaucis aeneahabitat tipico è il bosco.

Areale